# 卡莉·霍夫曼
卡莉·霍夫曼（英語：Carlee Hoffman，1986年7月10日—），密歇根州人，美国女子篮球运动员。她曾代表美国参加2004年和2008年夏季残疾人奥林匹克运动会轮椅篮球比赛，获得二枚金牌。